# Adele Sandrock
Adèle Caroline (Dilly) Sandrock (Rotterdam, 19 augustus 1863 - Berlijn, 30 augustus 1937), was een Nederlands-Duitse actrice. Zij speelde in tientallen toneelstukken en in meer dan 150 films. Zij wordt tot de belangwekkendste Duitse acteurs van de twintigste eeuw gerekend.

## Toneel
Als dochter van een Duitse koopman en een Nederlandse actrice groeide zij op in Rotterdam en later Berlijn, waar zij op 15-jarige leeftijd op het toneel debuteerde. Acteerlessen kreeg zij van haar moeder, Johanna Simonetta ten Hagen. Zij sloot zich aan bij het destijds baanbrekende Meininger Hoftheater en speelde in belangrijke theaters in Duitsland en Europa. In 1889 streek zij neer in Wenen en specialiseerde zich in het destijds moderne toneel van Dumas, Ibsen en Schnitzler. Ze stond op de planken in vooraanstaande Weense zalen als het Burgtheater, het Deutsche Volkstheater en het Theater an der Wien en werd een grote ster in de toneelwereld van Oostenrijk-Hongarije.
In 1905 verhuisde zij naar Berlijn en ging spelen voor het Deutsches Theater van Max Reinhardt. Haar toneelcarrière leek aan glans te verliezen toen ze moest overschakelen naar rollen voor vrouwen van middelbare leeftijd. Omstreeks 1920 leefde haar toneelcarrière weer op met de rollen die haar handelsmerk zouden blijven: het komische oudje, de dominante schoon- of grootmoeder of de tyrannieke oude dame.

## Film
In 1911, zij was toen 48, speelde zij haar eerste rollen in (zwijgende) films. Rond 1930 maakte zij met succes de overstap naar de geluidsfilm en vanwege haar opvallende, donkere stem kreeg zij de bijnaam Generaal.
Sandrock, die ongetrouwd bleef en samenwoonde met haar zuster Wilhelmina, speelde in meer dan 150 films. Zij leidde een stormachtig privéleven en had onder andere relaties met de schrijvers Arthur Schnitzler en Alexander Roda Roda. In 1936 brak zij haar heup en een pijnlijk ziekbed volgde. Zij stierf in 1937 aan complicaties van de breuk.

## Filmografie
- 1911: Marianne, ein Weib aus dem Volke
- 1915: Die Beichte einer Verurteilten
- 1916: Passionels Tagebuch
- 1917: Unsühnbar
- 1919: Malaria
- 1919: Der Galeerensträfling
- 1919: Gebannt und erlöst
- 1920: Die letzten Kolczaks
- 1920: Der verlorene Schatten
- 1920: Patience
- 1920: Der siebente Tag
- 1920: Herztrumpf
- 1920: Das Haupt des Juarez
- 1920: Exzellenz Unterrock
- 1920: Manolescus Memoiren
- 1921: Das Haus in der Dragonergasse
- 1921: Der verlorene Schatten
- 1921: Marizza, genannt die Schmugglermadonna
- 1921: Verlogene Moral
- 1921: Das goldene Netz
- 1921: Grausige Nächte
- 1921: Die schwarze Pantherin
- 1921: Der Roman der Christine von Herre
- 1921: Violet
- 1921: Die Schuld des Grafen Weronski
- 1921: Lady Hamilton
- 1921: Kinder der Finsternis
- 1922: Die siebente Nacht
- 1922: Herzog Ferrantes Ende
- 1922: Die Tänzerin Navarro
- 1922: Dr. Mabuse, der Spieler
- 1922: Lucrezia Borgia
- 1922: Der Absturz
- 1923: Die Magyarenfürstin
- 1923: Die Prinzessin Suwarin
- 1923: Die Liebe einer Königin
- 1923: Der Hof ohne Lachen
- 1923: Alt-Heidelberg
- 1924: Helena
- 1924: Die Radio-Heirat
- 1924: Die Fahrt ins Verderben
- 1924: Die Schmetterlingsschlacht
- 1925: Aschermittwoch
- 1925: Das Mädchen mit der Protektion
- 1926: Die Försterchristl
- 1926: Deutsche Herzen am deutschen Rhein
- 1926: Trude, die Sechzehnjährige
- 1926: Nixchen
- 1926: Die vom Schicksal Verfolgten
- 1926: Die Waise von Lowood
- 1927: Der Himmel auf Erden
- 1927: Die Geliebte
- 1927: Die leichte Isabell
- 1927: Der Meister von Nürnberg
- 1927: Die drei Niemandskinder
- 1927: Frühere Verhältnisse
- 1927: Ein rheinisches Mädchen beim rheinischen Wein
- 1927: Die rollende Kugel
- 1927: Arme kleine Sif
- 1927: Das Mädchen mit den fünf Nullen
- 1927: Im Luxuszug
- 1927: Die Stadt der tausend Freuden
- 1927: Königin Luise
- 1927: Feme
- 1927: Deutsche Frauen – Deutsche Treue
- 1928: Heut’ tanzt Mariett
- 1928: Die Durchgängerin
- 1928: Lotte
- 1928: Der Ladenprinz
- 1928: Leontines Ehemänner
- 1928: Mary Lou
- 1928: Kaczmarek
- 1928: Serenissimus und die letzte Jungfrau
- 1928: Die Zirkusprinzessin
- 1929: Verirrte Jugend
- 1929: Aufruhr im Junggesellenheim
- 1929: Die Drei um Edith
- 1929: Fräulein Else
- 1929: Katharina Knie
- 1929: Der Erzieher meiner Tochter
- 1930: Donauwalzer
- 1930: Der Nächste, bitte
- 1930: Skandal um Eva
- 1930: Die große Sehnsucht
- 1930: Die zärtlichen Verwandten
- 1930: Ein Walzer im Schlafcoupé
- 1930: 1000 Worte Deutsch
- 1930: Eine Freundin so goldig wie Du
- 1930: Seitensprünge
- 1930: Die Königin einer Nacht
- 1930: Ihre Majestät die Liebe
- 1931: Walzerparadies
- 1931: Die Försterchristel
- 1931: Der Schrecken der Garnison
- 1931: Die Schlacht von Bademünde
- 1931: Die schwebende Jungfrau
- 1931: Der verjüngte Adolar
- 1931: Jeder fragt nach Erika
- 1931: Keine Feier ohne Meyer
- 1931: Strohwitwer
- 1931: Der Kongreß tanzt
- 1932: Goldblondes Mädchen, ich schenk’ Dir mein Herz – Ich bin ja so verliebt...
- 1932: Ein steinreicher Mann
- 1932: Der Sieger
- 1932: Einmal möcht’ ich keine Sorgen haben
- 1932: Ein toller Einfall
- 1932: Ballhaus Goldener Engel
- 1932: Das schöne Abenteuer
- 1932: Ich will nicht wissen, wer Du bist
- 1932: Liebe, Scherz und Ernst
- 1932: Friederike
- 1932: Der tolle Bomberg
- 1932: Die Liebe auf den ersten Ton
- 1932: Der große Bluff
- 1932: Der verliebte Blasekopp
- 1932: Kaiserwalzer/Audienz in Ischl
- 1933: Eine Frau wie Du
- 1933: Die Tochter des Regiments
- 1933: Morgenrot
- 1933: Kleines Mädel – grosses Glück
- 1933: Glückliche Reise
- 1933: Es knallt
- 1934: Der Flüchtling aus Chicago
- 1934: Zigeunerblut
- 1934: Die Töchter Ihrer Exzellenz
- 1934: Die englische Heirat
- 1934: Ein Walzer für dich
- 1934: Gern hab’ ich die Frau’n geküsst
- 1934: Ich sing’ mich in Dein Herz hinein
- 1934: Der Fall Brenken
- 1934: Da stimmt was nicht
- 1934: Der Herr Senator
- 1934: Ich sehne mich nach Dir
- 1934: Der letzte Walzer
- 1934: Alles hört auf mein Kommando
- 1934: Der Herr ohne Wohnung
- 1934: Frühjahrsparade
- 1935: Petersburger Nächte. Walzer an der Newa
- 1935: Amphitryon – Aus den Wolken kommt das Glück
- 1935: Alle Tage ist kein Sonntag
- 1935: Ein falscher Fuffziger
- 1935: Der Himmel auf Erden
- 1935: Der blaue Diamant
- 1935: Der Taler der Tante Sidonie
- 1935: Eva
- 1935: Mach’ mich glücklich
- 1935: Der Kampf mit dem Drachen
- 1935: Der Gefangene des Königs
- 1935: Ich liebe alle Frauen
- 1935: Ein Teufelskerl
- 1935: Knox und die lustigen Vagabunden
- 1935: Es waren zwei Junggesellen
- 1935: Die Gesangsstunde
- 1935: Kirschen in Nachbars Garten
- 1936: Der schüchterne Casanova
- 1936: Rendezvous in Wien
- 1936: Die große und die kleine Welt
- 1936: Engel mit kleinen Fehlern
- 1936: Flitterwochen
- 1936: Skandal um die Fledermaus
- 1936: Die Puppenfee
- 1936: Der Favorit der Kaiserin

## Lijst van toneelrollen
- Alexandre Dumas de jongere
  - Die Kameliendame (rol van Marguerite Gautier)
  - Francillon (rol van Francillon)
- Alexandre Dumas de jongere en Armand d’Artois, Der Fall Clémenceau (rol van Isabella)
- Ludwig Ganghofer en Marco Brociner Die Hochzeit von Valeni (rol van Sanda)
- Johann Wolfgang von Goethe, Egmont (rol van Margarete von Parma)
- Franz Grillparzer
  - Sappho (rol van Sappho)
  - Medea (rol van Medea)
- Henrik Ibsen, Rosmersholm (rol van Rebekka West)
- Heinrich Laube, Graf Essex (rol van Lady Nottingham)
- Gotthold Ephraim Lessing, Emilia Galotti (rol van Emilia en Orsina)
- Victorien Sardou
  - Zaza (rol van Zaza)
  - Feodora (rol van Feodora)
- Friedrich Schiller
  - Kabale und Liebe (rol van Luise en Lady Milford)
  - Maria Stuart (rol van Maria Stuart)
- Arthur Schnitzler
  - Das Märchen (rol van Fanny Theren)
  - Liebelei (rol van Christine)
- William Shakespeare, Richard III. (rol van Anna)
- Hermann Sudermann, Heimat (rol van Magda)
- Frank Wedekind, Die Büchse der Pandora (rol van gravin Geschwitz)
- Oscar Wilde, Bunbury (rol van Lady Bracknell)

- Bibliothèque nationale de France: cb128179188 (data)
- Gemeinsame Normdatei: 118605429
- International Standard Name Identifier: 0000 0001 0961 6010
- Library of Congress Control Number: n88253628
- Nationale Bibliotheek van Letland: 000229845
- MusicBrainz: 0de956ee-04b6-494f-80fb-9cd46f93835f
- Nationale Bibliotheek van Israël: 987007267569905171
- Nederlandse Thesaurus van Auteursnamen: 070491038
- Système universitaire de documentation: 074575996
- Virtual International Authority File: 27193875
- WorldCat: E39PBJpjc8RWkDqJPHqjwWVgrq